# Abtisam Mohamed

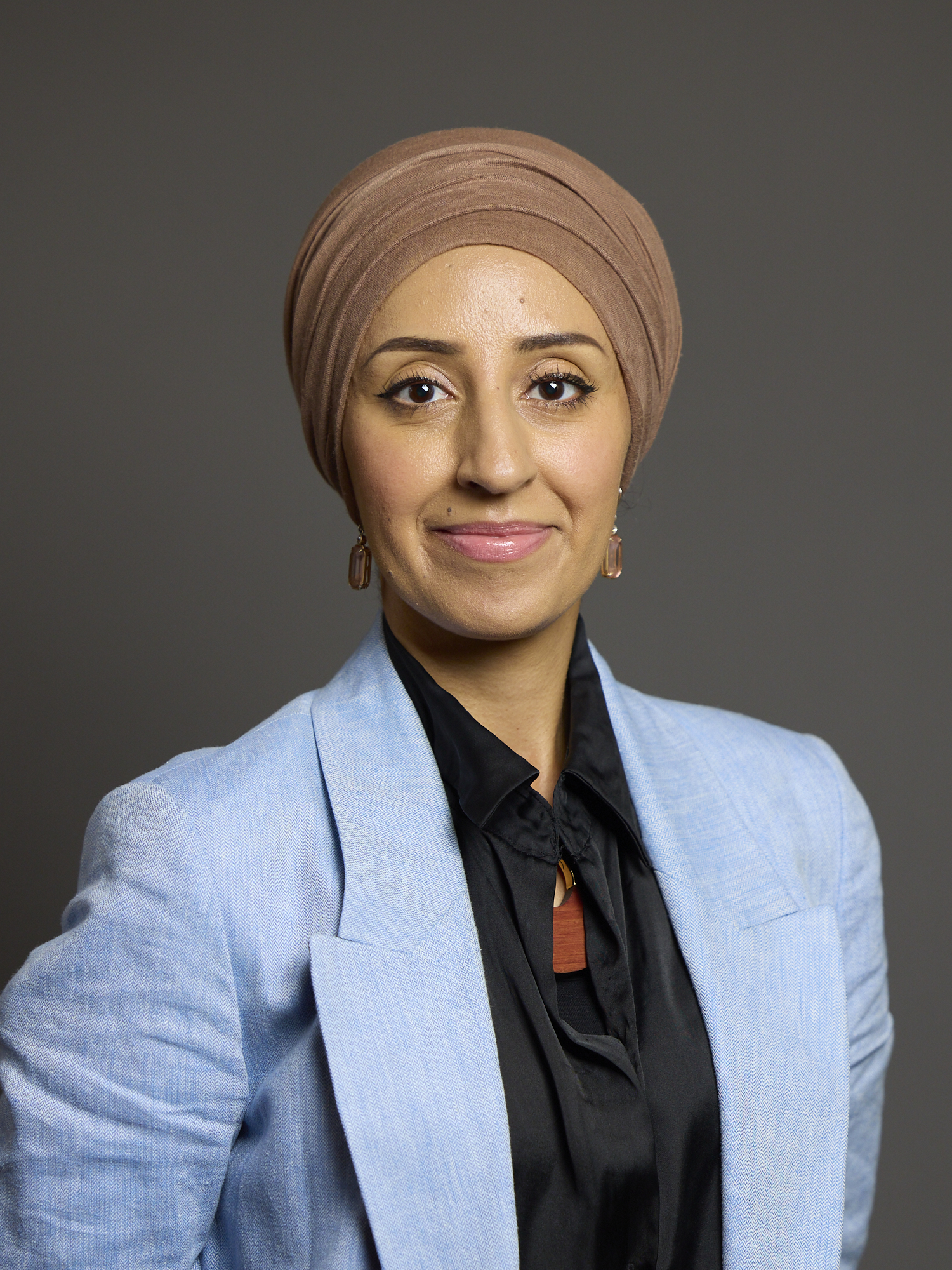
Abtisam Mohamed

Abtisam Mohamed (* 1980 im Jemen) ist eine Politikerin aus Großbritannien. Sie ist ein Mitglied der Labour Party und seit den Parlamentswahlen von 2024 sitzt sie im Britischen House of Commons. Sie ist das erste britische Parlamentsmitglied, das in Jemen geboren wurde.

## Frühes Leben und Ausbildung
Abtisam Mohamed wurde in Jemen 1980 als das zweitälteste Kind von acht Geschwistern geboren. 1982 kam sie mit ihrer Mutter und Schwester nach Großbritannien, wo ihr Vater seit den 1970er Jahren und Großvater seit den 1960er Jahren in den Stahlwerken von Sheffield arbeiteten. Erst lebten sie in Rotherham, später siedelten sie nach Sheffield um. In ihrer Kindheit und Jugend sorgten ihre Eltern dafür, dass sie auch die jemenitische Kultur leben konnte. Sie wuchs in einem konservativen Umfeld auf, in welcher Frauen wenige Rechte haben. In der Schule war sie nicht so gut. Sie arbeitete erst bei einem Hilfswerk, später wurde sie Lehrerin und Anwältin, doch schloss sie ihre Anwaltspraxis, nachdem Keir Starmer den meisten Parlamentariern der Labour Party verbot, einen zweiten Beruf auszuüben.

## Politische Laufbahn
Abtisam Mohamed trat 2010 der Labour Party bei und wurde 2016 in den Stadtrat von Sheffield gewählt. Von 2019 bis 2021 war sie im Kabinett von Sheffield für Bildung zuständig. 2021 dachte sie daran, sich aus der Politik zurückzuziehen, doch wurde sie von ihrem Umfeld angehalten, weiterzumachen. Im Dezember 2022 wurde sie von der Labour Party als Kandidatin für die Nachfolge des zurücktretenden Paul Blomfield bekanntgegeben. Abtisam wurde in ihrer Kandidatur für das Britische Unterhaus auch von Sadiq Khan, dem Bürgermeister von London unterstützt. Im Wahlkampf spielte der Krieg in Gaza eine große Rolle, so wurde sie von der Muslim Vote Kampagne nicht unterstützt, obwohl sie Muslima ist.

### Mitglied des Britischen Unterhaus
Abtisam Mohamed wurde in der Unterhauswahl vom Juli 2024 für Sheffield Central in das House of Commons gewählt. Im House of Commons nahm sie Einsitz in der außenpolitischen Kommission und sprach sich für ein Verbot des Imports von Waren aus den von Israel besetzten palästinensischen Gebieten aus. Im April 2025 wurde sie zusammen mit Yuan Yang, einer weiteren britischen MP kurz nach der Ankunft in Israel festgenommen und sogleich ausgewiesen. Mohamed wollte sich ein Bild der Situation im Westjordanland machen. Israels Innenminister Moshe Arbel verdächtigte Mohamed und Yang, dass sie die Israelischen Sicherheitskräfte im Westjordanland beobachten wollten. Während der Britische Außenminister David Lammy die Vorgehensweise Israels verurteilte, sah es Kemi Badenoch von der Conservative Party als verständlich an, dass sie an der Einreise gehindert wurden.

## Trivia
Abtisam Mohamed wurde für die National Portrait Gallery als eine Fackelträgerin für Olympia 2012 von Nadav Kander portraitiert. Ihr wurde vom Präsidenten des Jemen, Rashad al-Alimi, zur Wahl gratuliert.